# 牛津圓環站
牛津圓環站（英語：Oxford Circus tube station）是英國倫敦地鐵車站，得名自攝政街和牛津街交叉路口的牛津圓環，路口四側都設有入口。此站有貝克盧線、中央線和維多利亞線交會。同時此站是英國最繁忙的城市軌道交通車站，2014年有9851萬人次進出。中央線站體位於龐德街和托登罕宮路之間、貝克盧線站體位於攝政公園和皮卡迪利圓環之間、維多利亞線站體於綠園和華倫街之間。此站位於倫敦第1收費區。
中央線站體於1900年7月30日啟用、貝克盧線站體則於1906年3月10日啟用。兩者都是二級。車站於1912年興建以減少擠擁。1923年因仍舊太擠擁而進行再興建。此外，新工程計劃進行了許多改善工程，並加強了防水措施。後來興建維多利亞線時，再興建了一個新的票務廳以容納增加的乘客。維多利亞線車站於1969年3月7日啟用，並可以和貝克盧線進行跨月台轉乘。

## 歷史

### 中央線
1890年代，中央倫敦鐵路發表了一個私人法案並在1890年度國會會期提交至國會 。法案規劃了一條地下鐵路連接牧者叢和康希爾（現時銀行站）。這些計劃最後在1891年8月5日分別在上下議院獲得通過 。
中央倫敦鐵路聘用了工程師詹姆斯·亨利·格雷哈特、約翰·福勒爵士與班傑明·貝克爵士設計鐵路中央倫敦鐵路在1900年6月27日由威爾斯親王揭幕；並在7月30日對外開放。牛津圓環作為該線第一段的車站，介乎牧者叢和銀行。作為1935－1940年新工程計劃，中央線中央部分隧道不對齊以致減慢車速的問題修正，而月台亦延長以容許更長的列車。

### 貝克盧線

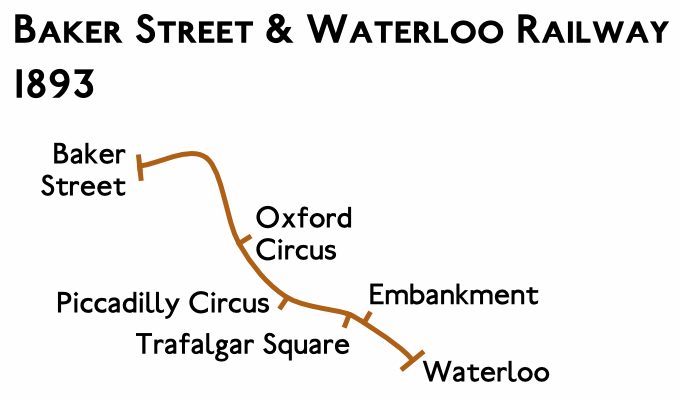
顯示貝克街到滑鐵盧的原初路線圖

1891年11月，貝克街及滑鐵盧鐵路（現時貝克盧線）的興建私人法案提交至國會。鐵路在馬里波恩站以後將完全位於地下經貝克街和滑鐵盧前往象堡。路線於1900年獲批。工程在班傑明·貝克爵士、W·R·加爾布雷斯和R·F·徹奇的指示下於1898年8月展開。這些工程由堡區Perry & Company of Tregedar Works進行。牛津圓環在貿易局檢查後改變了地下部分，在1905年末開始進行測試運行。貝克街及滑鐵盧鐵路於1906年3月10日由埃德溫·康沃爾爵士揭幕。貝克街及滑鐵盧鐵路第一段於貝克街至蘭貝斯北（當時名為「肯寧頓路」）運行。

### 維多利亞線
一個新的由維多利亞前往沃瑟姆斯托的地下鐵路在1948年由英國交通委員會成立的小組計劃，但當時大致跟從1946年計劃由東克羅伊登至芬斯伯里公園線的規劃。1955年路線獲批，並以後再決定將來的延線。但工程的資金直到1962年前都未獲政府批出。沃爾瑟姆斯托至維多利亞段工程於1962年開工。維多利亞線月台於1969年3月7日啟用。車站作為由華倫街到維多利亞的第二延線啟用。貝克盧線和維多利亞線可提供跨月台轉乘，維多利亞線月台與貝克盧線平行。

### 事故和意外
1984年11月23日翻新工程期間，車站發生嚴重大火，焚毁了維多利亞線北行月台。一般相信火災因吸煙物料經通風格子進入儲物室，並導致一些物料着火。這導致維多利亞線介乎華倫街至維多利亞段停運直至同年12月18日。此事發生以後的1984年7月列車開始全面禁煙
1997年3月3日，貝克盧線北行介乎皮卡迪利圓環和牛津圓環的列車發生脫軌，以致該段需停運12天。

## 車站結構
| 大廳                     | 穿堂層                                         | 地面出入口、自動售票機、驗票閘門        |
| 貝克盧線、維多利亞線月台 | 6號月台                                        | 維多利亞線 往沃爾瑟姆斯托中央（華倫街） |
| 貝克盧線、維多利亞線月台 | 島式月台，維多利亞線右側開門，貝克盧線左側開門 |                                         |
| 貝克盧線、維多利亞線月台 | 4號月台                                        | 貝克盧線 往哈羅及威爾德斯通（攝政公園） |
| 貝克盧線、維多利亞線月台 | 3號月台                                        | 貝克盧線 往象堡（皮卡迪利圓環）         |
| 貝克盧線、維多利亞線月台 | 島式月台，維多利亞線右側開門，貝克盧線左側開門 |                                         |
| 貝克盧線、維多利亞線月台 | 5號月台                                        | 維多利亞線 往布里克斯頓（綠園）         |
| 中央線月台               | 2號月台                                        | 中央線 往埃平/伍德福德（托登罕宮路）    |
| 中央線月台               | 側式月台，右側開門                             |                                         |
| 中央線月台               | 側式月台，右側開門                             |                                         |
| 中央線月台               | 1號月台                                        | 中央線 往伊靈大道/西萊斯里普（龐德街）  |

## 服務

### 貝克盧線
列車班次大約每4至9分鐘雙向運行，比中央線與維多利亞線稍疏。

#### 中央線
一般離峰時段班次如下：
- 每小時9班往埃平[15]
- 每小時6班往海諾特[15]
- 每小時3班往勞頓[15]
- 每小時3班往伍德福德（經海諾特）[15]
- 每小時3班往紐貝利公園[15]
- 每小時9班往西萊斯里普[15]
- 每小時9班往伊靈大道[15]
- 每小時3班往諾霍特[15]
- 每小時3班往白城[15]

#### 維多利亞線
一般離峰時段班次如下：
- 每小時12班往七姊妹[36][45]
- 每小時9班往沃爾瑟姆斯托中央[36][45]
- 每小時21班往布里克斯頓[36][46]

## 圖片

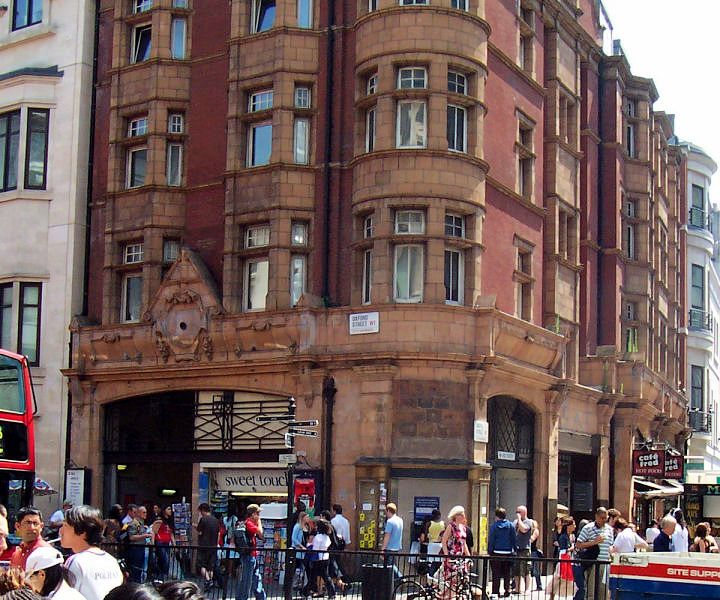
倫敦中央鐵路建於1900年的車站大樓
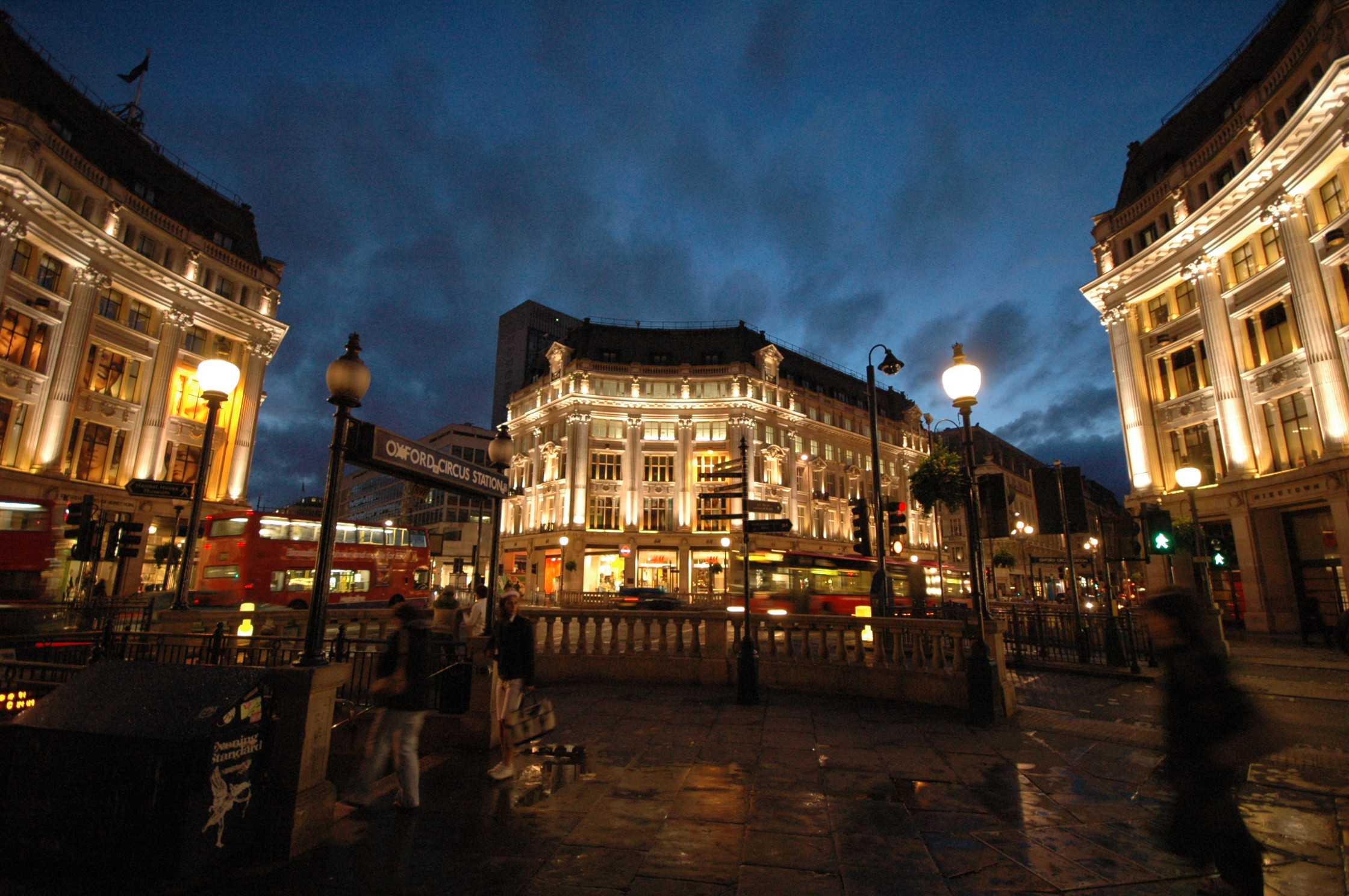
傍晚時分的牛津圓環站地面
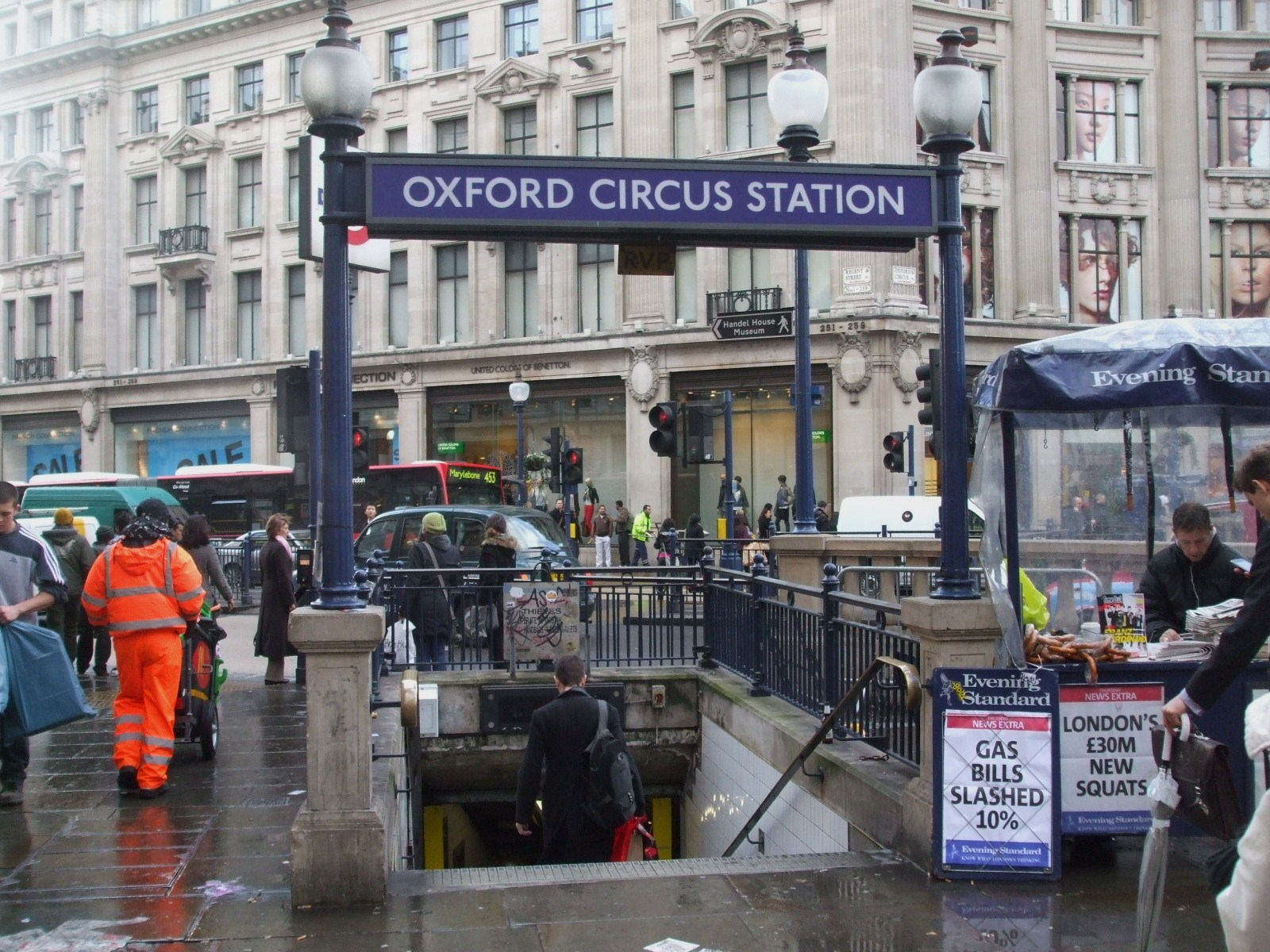
牛津圓環站東南側入口
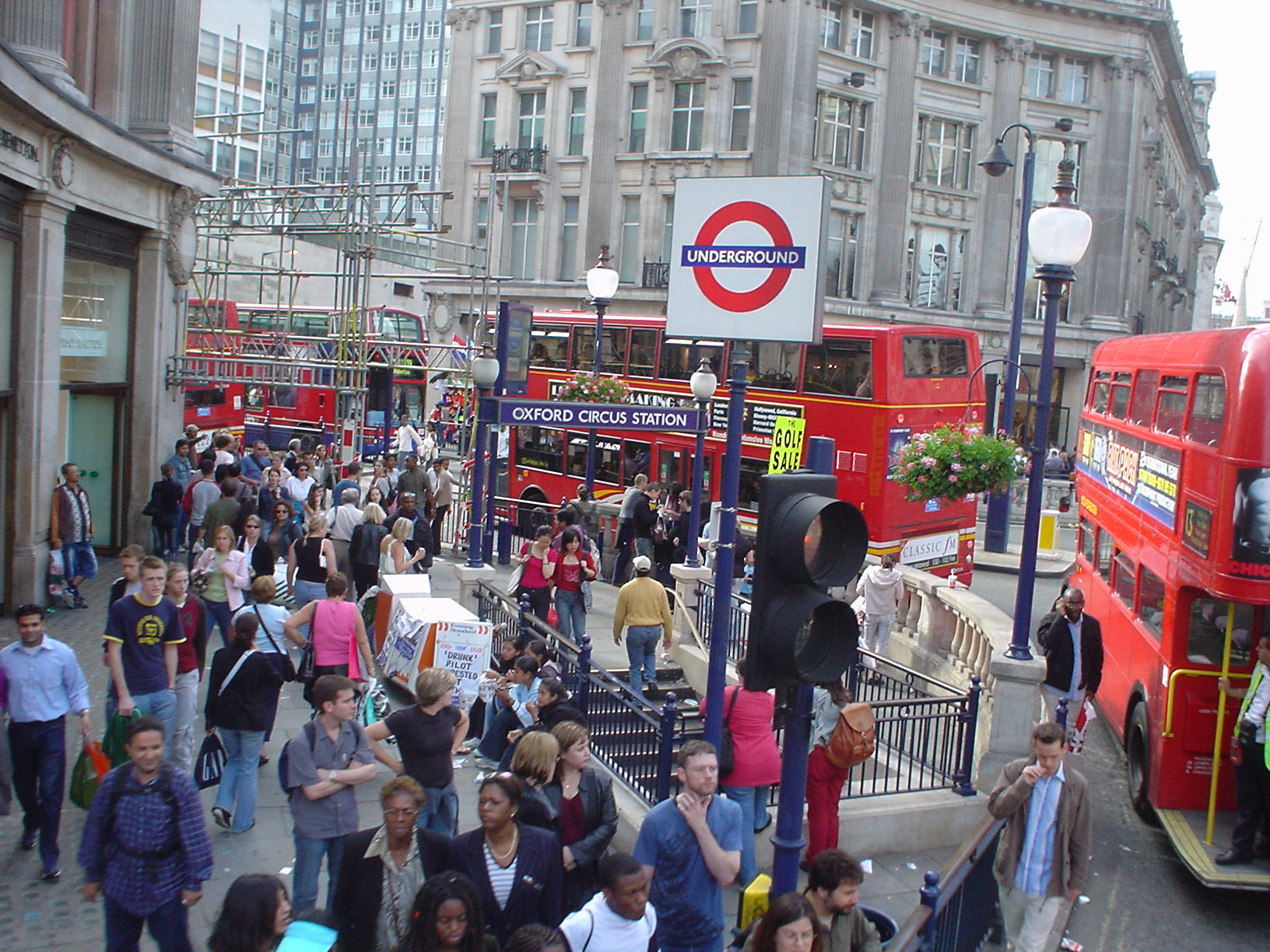
牛津圓環站入口
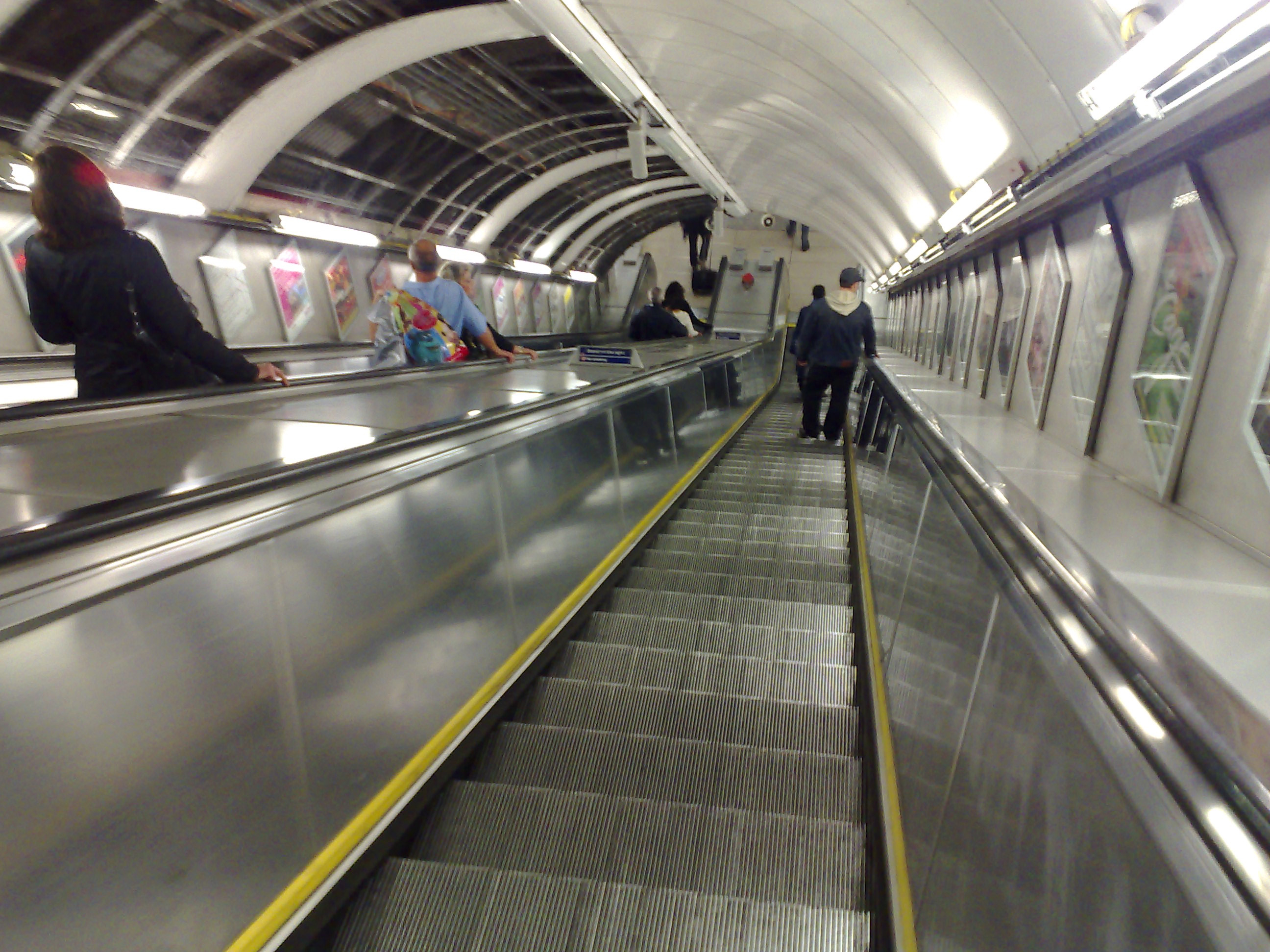
牛津圓環站內手扶梯
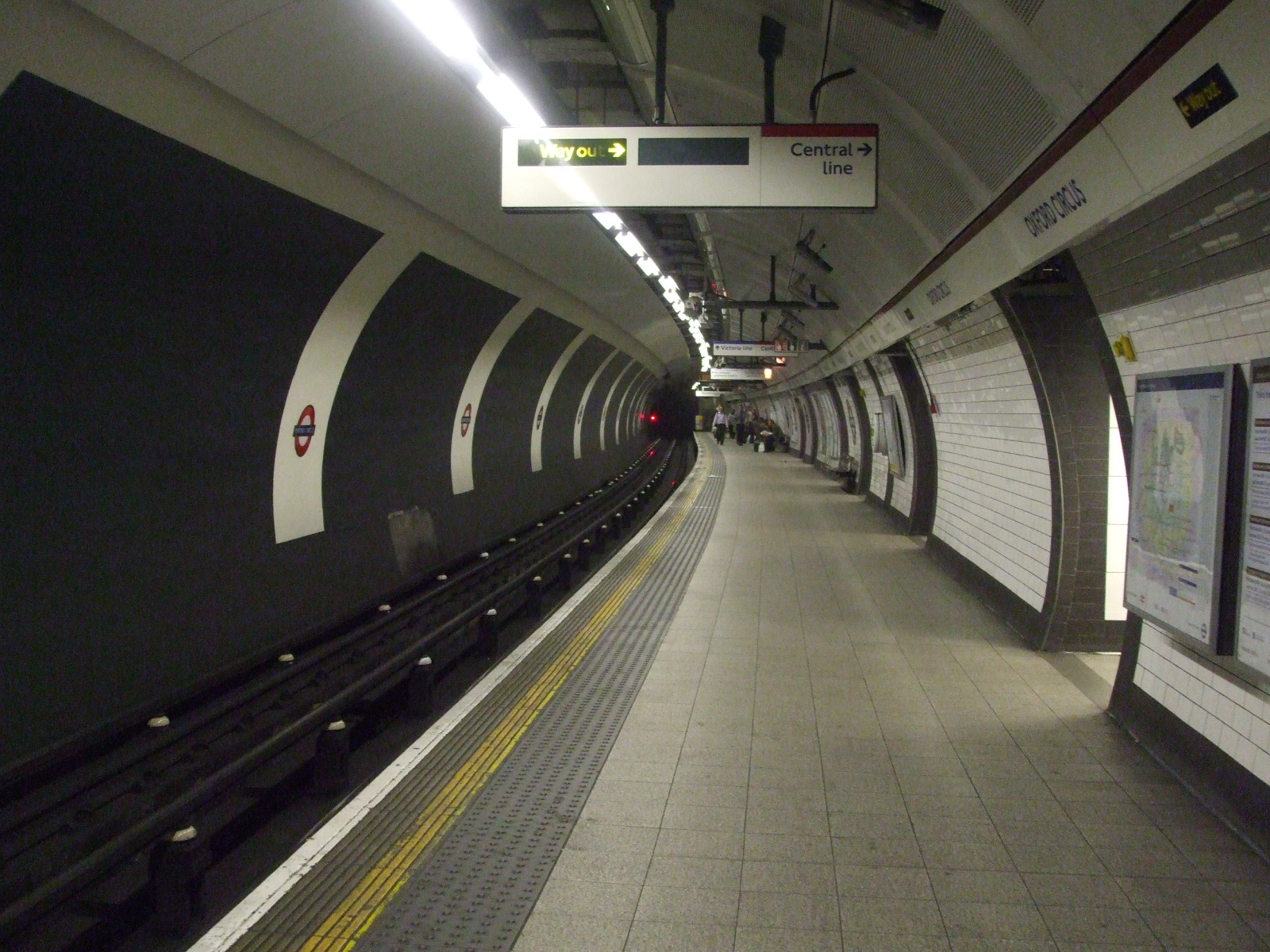
貝克盧線南向月台
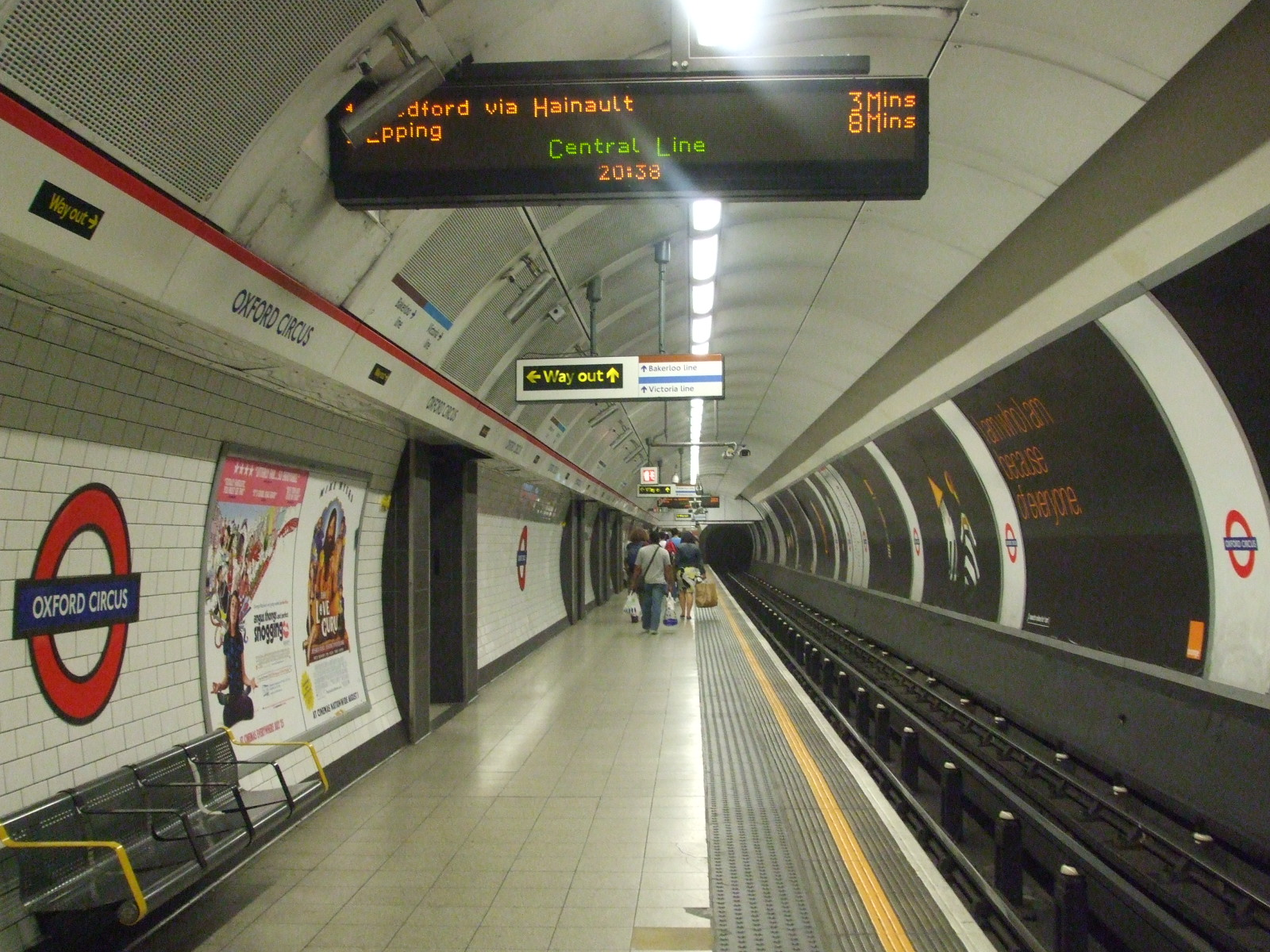
中央線東向月台
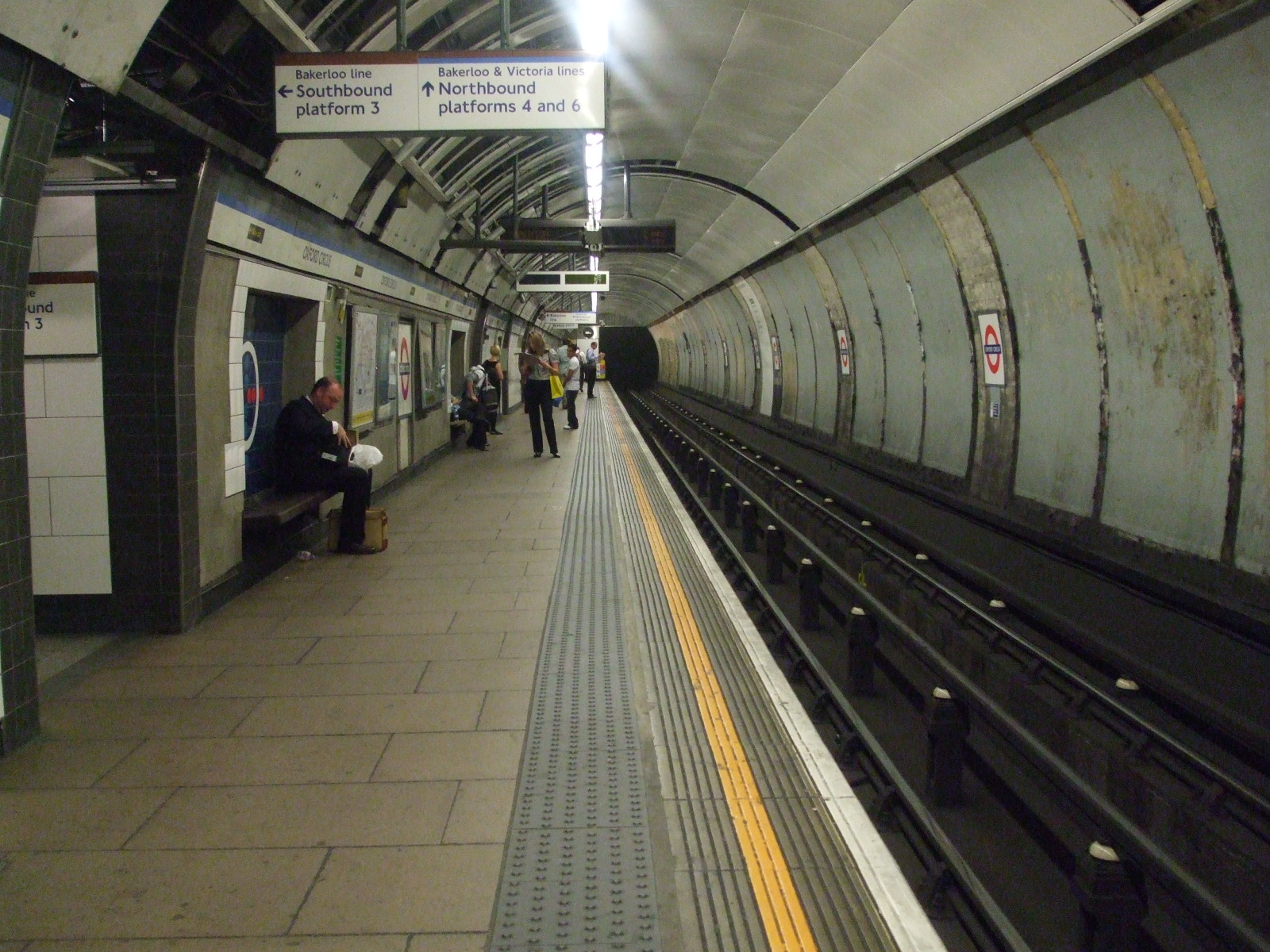
維多利亞線南向月台

## 接駁交通
倫敦巴士3、6、7、10、12、13、23、25、55、73、88、94、98、137、139、159、189、390、453、C2路，以及夜間路線N3、N7、N8、N13、N18、N55、N73、N98、N109、N113、N136、N137、N207路服務此站。此外，6、10、12、23、25、88、94、139、159、189、390、453、C2路提供24小時服務。

## 車站周邊
- 朗豪坊諸靈堂
- BBC廣播大樓
- 卡納比街
- 朗廷酒店
- 倫敦時尚學院（英语：London College of Fashion）
- 倫敦鈀劇院
- 牛津街
- 攝政街
- 漢諾威廣場聖喬治教堂

## 註解
1. ↑  最初的法案在下議院獲得通過，卻被上議院拒絕，聲稱在城市及南倫敦鐵路通車以前不作任何決定[7]。這項計劃還受到大都會及區域鐵路的強烈反對，中央線與兩間公司營運的內環線（現時環線）[8]分別在南面和北面平行，新線將會奪去客源[7]
2. ↑  加入了在蘭斯蘭士登路、諾丁山門、戴維斯街（中倫鐵希望北延連接牛津街）和法院巷。[10]
3. ↑  法院巷工地的大廈拆除工程於1896年4月展開，而工程軸在1896年8月和9月開始在法院巷、牧者叢、斯坦霍普台和布盧姆茨伯里興建。[12]隧道鑽挖在1898年末完工。[13]
4. ↑  這包括大英博物館站的啟用，但在1933年關閉，由霍本站取代。）[17][18]
5. ↑  由於起初計劃安裝的鑄鐵隧道環內的混凝土襯裡並無安裝，隧道原初直徑為3.56公尺[15][20]。然而，隧道並無對齊排列，而列車要比預計小很多（原先中央倫敦鐵路的列車無法進入隧道，直至改用較扁的路軌）[15]。受隧道擴大的方式影響，隧道並沒有很圓，而且為了淨空原因，軌道供電的外側正極軌道有特殊形狀，比平常高了4公分[15]
6. ↑  1899年11月，北行隧道已經挖至特拉法加廣場，部分車站已經開始施工，但L&GFC於1900年倒塌導致工程停滯不前。1902年4月倫敦地下電氣鐵路公司成立，當時已經完成50%隧道以及25%車站工程[28]。在帶有資助下，工程重新開工，並以每周73英呎速度推進[29]。時至1904年2月，大部分象堡至馬里波恩之間的隧道和地下部分已經完工，車站大樓的工程亦已開展[30]。工程進行期間加入了一些新車站[31]
7. ↑  這些規劃包括「8號線-由東克羅伊登至芬斯伯里公園的南北連接」，是一條主線服務以隧道方式來往諾爾伯里和霍恩西[35]，一條前往倫敦東北介乎科爾斯頓北或桑德斯特德和沃爾瑟姆斯托（豪街）或沃爾瑟姆十字[36]。好幾個可行性研究合併成為一條「C線」，來往沃爾瑟姆斯托經牛津圓環到維多利亞[36][37]
8. ↑  路線原先避開了牛津圓環，經龐德街和托定罕宮路[39]。然而後來發現此站可提供一個「令人滿意的跨月台轉乘」，但受此處空間所限，只可使用標準地鐵列車[39]